# السی آلبین
السی آلبین (انگلیسی: Elsie Albiin; ۱۷ دسامبر ۱۹۲۱ – ۳ آوریل ۲۰۰۹) هنرپیشه اهل سوئد بود. از جمله آثار او می‌توان به فیلم ۳۶ ساعت محصول کشور بریتانیا اشاره کرد. او در آوریل ۲۰۰۹ درگذشت.